# Машта-аль-Халю (нохія)
Машта-аль-Халю (араб. ناحية مشتى الحلو) — нохія у Сирії, що входить до складу району Сафіта провінції Тартус. Адміністративний центр — м. Машта-аль-Халю.